# Lijst van rijksmonumenten in Sluis (gemeente)
De gemeente Sluis telt 224 inschrijvingen in het rijksmonumentenregister. Hieronder een overzicht.

## Aardenburg
De plaats Aardenburg telt 67 inschrijvingen in het rijksmonumentenregister. Zie de lijst van rijksmonumenten in Aardenburg voor een overzicht.

## Breskens
De plaats Breskens telt 1 inschrijving in het rijksmonumentenregister.
| Object             | Oorspronkelijke functie?  | Bouwjaar                          | Architect | Locatie              | Coördinaten?                 | Nr.?   | Afbeelding        |
| ------------------ | ------------------------- | --------------------------------- | --------- | -------------------- | ---------------------------- | ------ | ----------------- |
| Molen van Risseeuw | Industrie- en poldermolen | 1858 (bouw) 1938 (romp onttakeld) |           | Oude Rijksweg bij 66 | 51° 23' 28" NB, 3° 33' 9" OL | 527658 | Meer afbeeldingen |

## Cadzand
De plaats Cadzand telt 3 inschrijvingen in het rijksmonumentenregister.
| Object | Oorspronkelijke functie?  | Bouwjaar              | Architect | Locatie         | Coördinaten?                  | Nr.?  | Afbeelding        |
| --- | ------------------------- | --------------------- | --------- | --------------- | ----------------------------- | ----- | ----------------- |
| Dwarshuisje, niet ver van de Nederlands Hervormde Kerk. Voordeur (onder- en bovendeur) met smal vierruits bovenlicht en aan weerskanten aangekoppeld twee- en vierruits schuifvenster. In de borstwering twee zes-ruits schuifvensters | Woonhuis                  |                       |           | Mariastraat 12  | 51° 22' 5" NB, 3° 24' 33" OL  | 31508 | Meer afbeeldingen |
| Mariakerk | Kerk en kerkonderdeel     | eerste helft 14e eeuw |           | Prinsestraat 17 | 51° 22' 7" NB, 3° 24' 31" OL  | 31509 | Meer afbeeldingen |
| Molen Nooitgedacht | Industrie- en poldermolen | 1898                  |           | Zuidzandseweg 3 | 51° 21' 56" NB, 3° 24' 48" OL | 31510 | Meer afbeeldingen |

## Draaibrug
De plaats Draaibrug telt 3 inschrijvingen in het rijksmonumentenregister.
| Object                                                                                            | Oorspronkelijke functie? | Bouwjaar   | Architect | Locatie      | Coördinaten?                  | Nr.?   | Afbeelding                                                                                        |
| ------------------------------------------------------------------------------------------------- | ------------------------ | ---------- | --------- | ------------ | ----------------------------- | ------ | ------------------------------------------------------------------------------------------------- |
| Tramremise                                                                                        | Opslag                   | 1886-1887  |           | Draaibrug 56 | 51° 17' 53" NB, 3° 25' 38" OL | 509255 | Meer afbeeldingen                                                                                 |
| Woonblok van negen dienstwoningen voor personeel van de Stoomtram Maatschappij Breskens-Maldeghem | Dienstwoning             | 1887, 1904 |           | Draaibrug 57 | 51° 17' 55" NB, 3° 25' 41" OL | 509256 | Woonblok van negen dienstwoningen voor personeel van de Stoomtram Maatschappij Breskens-Maldeghem |
| Dienstwoningen en een wachtlokaal van de Stoomtram Maatschappij Breskens-Maldeghem                | Dienstwoning             | 1893       |           | Draaibrug 66 | 51° 17' 53" NB, 3° 25' 40" OL | 509257 | Dienstwoningen en een wachtlokaal van de Stoomtram Maatschappij Breskens-Maldeghem                |

## Groede
De plaats Groede telt 15 inschrijvingen in het rijksmonumentenregister. Zie Lijst van rijksmonumenten in Groede voor een overzicht.

## Hoofdplaat
De plaats Hoofdplaat telt 1 inschrijving in het rijksmonumentenregister.
| Object                    | Oorspronkelijke functie? | Bouwjaar  | Architect | Locatie       | Coördinaten?                  | Nr.?  | Afbeelding        |
| ------------------------- | ------------------------ | --------- | --------- | ------------- | ----------------------------- | ----- | ----------------- |
| Nederlands Hervormde Kerk | Kerk en kerkonderdeel    | 1783-1783 | C.Kayser  | Dorpsstraat 3 | 51° 22' 11" NB, 3° 39' 46" OL | 31525 | Meer afbeeldingen |

## IJzendijke
De plaats IJzendijke telt 21 inschrijvingen in het rijksmonumentenregister. Zie Lijst van rijksmonumenten in IJzendijke voor een overzicht.

## Nieuwesluis
De plaats Nieuwesluis telt 1 inschrijving in het rijksmonumentenregister.
| Object                                     | Oorspronkelijke functie? | Bouwjaar | Architect | Locatie           | Coördinaten?                  | Nr.?  | Afbeelding        |
| ------------------------------------------ | ------------------------ | -------- | --------- | ----------------- | ----------------------------- | ----- | ----------------- |
| 8-kantige, conische, gietijzeren vuurtoren | Kust- en oevermarkering  | 1867     |           | Nieuwesluisweg 14 | 51° 24' 25" NB, 3° 31' 17" OL | 31526 | Meer afbeeldingen |

## Nieuwvliet
De plaats Nieuwvliet telt 8 inschrijvingen in het rijksmonumentenregister. Zie Lijst van rijksmonumenten in Nieuwvliet voor een overzicht.

## Oostburg
De plaats Oostburg telt 3 inschrijvingen in het rijksmonumentenregister.
| Object                                                                                             | Oorspronkelijke functie? | Bouwjaar                    | Architect | Locatie                   | Coördinaten?                  | Nr.?   | Afbeelding                                             |
| -------------------------------------------------------------------------------------------------- | ------------------------ | --------------------------- | --------- | ------------------------- | ----------------------------- | ------ | ------------------------------------------------------ |
| Konijnenberg                                                                                       | Boerderij                | 1764                        |           | Brugsevaart 5             | 51° 19' 29" NB, 3° 26' 58" OL | 31507  | Meer afbeeldingen                                      |
| Vrijstaande villa met kantoor in overgangsarchitectuur                                             | Werk-woonhuis            | 1909                        |           | Meester Hennequinstraat 2 | 51° 19' 30" NB, 3° 29' 12" OL | 509233 | Vrijstaande villa met kantoor in overgangsarchitectuur |
| Terrein met daarin bewoningssporen, waarop in Late Middeleeuwen tevens een verhoging is opgeworpen | Archeologisch monument   | Vroege en Late Middeleeuwen |           |                           | 51° 19' 57" NB, 3° 28' 50" OL | 524078 | Upload foto                                            |

## Retranchement
De plaats Retranchement telt 6 inschrijvingen in het rijksmonumentenregister.
| Object | Oorspronkelijke functie?  | Bouwjaar | Architect | Locatie                        | Coördinaten?                  | Nr.?   | Afbeelding           |
| --- | ------------------------- | -------- | --------- | ------------------------------ | ----------------------------- | ------ | -------------------- |
| Protestantse kerk                                                                                                   | Kerk en kerkonderdeel     | 1630     |           | Dorpsstraat 12                 | 51° 20' 50" NB, 3° 23' 6" OL  | 33920  | Meer afbeeldingen    |
| Retranchementse Molen                                                                                               | Industrie- en poldermolen | 1643     |           | Molenstraat 74                 | 51° 20' 56" NB, 3° 23' 9" OL  | 33921  | Meer afbeeldingen    |
| Wallen Retranchement                                                                                                | Omwalling                 |          |           | Perceel vm verdedigingsstelsel | 51° 20' 55" NB, 3° 23' 15" OL | 33922  | Wallen Retranchement |
| Perceel, deel uitmakend van het voormalige verdedigingsstelsel, van belang uit oogpunt van krijgshistorische waarde | Omwalling                 |          |           | Perceel vm verdedigingsstelsel | 51° 20' 49" NB, 3° 22' 58" OL | 33923  | Upload foto          |
| Gemeenteschool | Onderwijs en wetenschap   | 1884     |           | Markt 1                        | 51° 20' 53" NB, 3° 23' 6" OL  | 509262 | Meer afbeeldingen    |
| De Meermin | Industrie- en poldermolen | 1896     |           | Terhofstede bij 6              | 51° 20' 18" NB, 3° 23' 29" OL | 527665 | De Meermin           |

## Schoondijke
De plaats Schoondijke telt 1 inschrijving in het rijksmonumentenregister.
| Object         | Oorspronkelijke functie?  | Bouwjaar  | Architect | Locatie               | Coördinaten?                 | Nr.?  | Afbeelding        |
| -------------- | ------------------------- | --------- | --------- | --------------------- | ---------------------------- | ----- | ----------------- |
| Hulsters Molen | Industrie- en poldermolen | 1884/1900 |           | Lange Heerenstraat 71 | 51° 21' 6" NB, 3° 32' 58" OL | 31528 | Meer afbeeldingen |

## Sint Anna ter Muiden
De plaats Sint Anna ter Muiden telt 48 inschrijvingen in het rijksmonumentenregister. Zie Lijst van rijksmonumenten in Sint Anna ter Muiden voor een overzicht.

## Sint Kruis
De plaats Sint Kruis telt 1 inschrijving in het rijksmonumentenregister.
| Object         | Oorspronkelijke functie? | Bouwjaar | Architect | Locatie     | Coördinaten?                  | Nr.? | Afbeelding        |
| -------------- | ------------------------ | -------- | --------- | ----------- | ----------------------------- | ---- | ----------------- |
| Hervormde kerk | Kerk en kerkonderdeel    | 14e eeuw |           | Schoolpad 2 | 51° 16' 20" NB, 3° 29' 45" OL | 6934 | Meer afbeeldingen |

## Sluis
De plaats Sluis telt 42 inschrijvingen in het rijksmonumentenregister. Zie Lijst van rijksmonumenten in Sluis (plaats) voor een overzicht.

## Waterlandkerkje
De plaats Waterlandkerkje telt 3 inschrijvingen in het rijksmonumentenregister.
| Object | Oorspronkelijke functie? | Bouwjaar                      | Architect | Locatie        | Coördinaten?                  | Nr.?  | Afbeelding          |
| --- | ------------------------ | ----------------------------- | --------- | -------------- | ----------------------------- | ----- | ------------------- |
| Bakstenen woonhuis met pannen zadeldak. Zijtop met vlechtingen, achterafhang van latere datum. Geprofileerde bakgoot op klossen-staafankers. 9-ruits schuifvensters, waarboven rollagen. Omlijste voordeur | Woonhuis                 | 18e/19e eeuw (bakhuis op erf) |           | Philipsweg 8   | 51° 19' 24" NB, 3° 32' 14" OL | 31530 | Upload foto         |
| Hervormde kerk | Kerk en kerkonderdeel    | 1713                          |           | Molenstraat 58 | 51° 19' 2" NB, 3° 33' 19" OL  | 31548 | Meer afbeeldingen   |
| Hoeve aan oprijlaan | Boerderij                |                               |           | Turkeijeweg 1  | 51° 19' 11" NB, 3° 33' 25" OL | 31547 | Hoeve aan oprijlaan |

## Zuidzande
De plaats Zuidzande telt 1 inschrijving in het rijksmonumentenregister.
| Object           | Oorspronkelijke functie?  | Bouwjaar | Architect | Locatie       | Coördinaten?                  | Nr.?  | Afbeelding        |
| ---------------- | ------------------------- | -------- | --------- | ------------- | ----------------------------- | ----- | ----------------- |
| Zuidzandse Molen | Industrie- en poldermolen | 1874     |           | Sluissedijk 7 | 51° 20' 23" NB, 3° 26' 25" OL | 31549 | Meer afbeeldingen |

Borsele ·
Goes ·
Hulst ·
Kapelle ·
Middelburg ·
Noord-Beveland ·
Reimerswaal ·
Schouwen-Duiveland ·
Sluis ·
Terneuzen ·
Tholen ·
Veere ·
Vlissingen